# 奥马尔·阿里·赛义夫丁苏丹清真寺

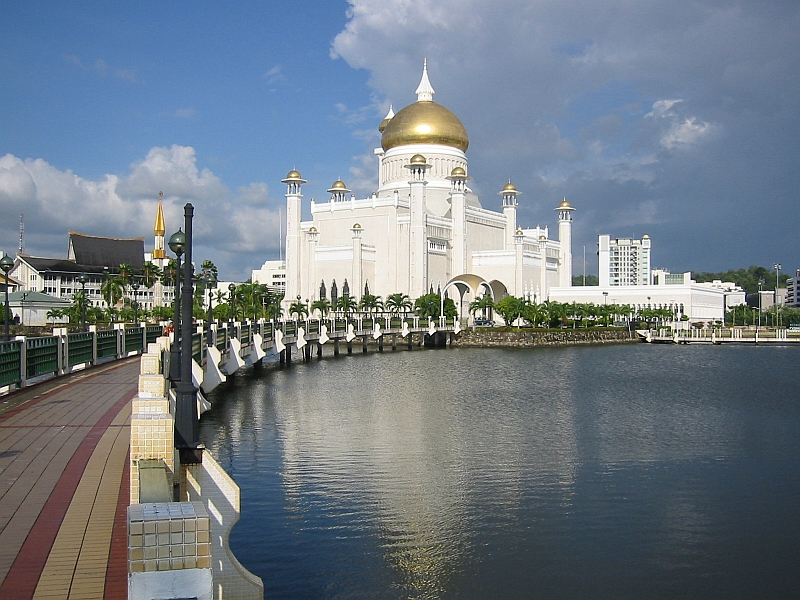
奥马尔·阿里·赛福鼎清真寺

奥马尔·阿里·赛义夫丁苏丹清真寺是一座位于文莱首都斯里巴加湾市的皇家伊斯兰教清真寺。该清真寺被誉为亚太地区最壮观的清真寺之一，也是一个主要的旅游胜地，被文莱人认为是国家的主要标志。

## 命名
清真寺以第28任文莱苏丹奧瑪阿里賽義夫汀三世的名字命名，完成于1958年，是现代伊斯兰建筑的代表。

## 建筑学
清真寺的建筑风格同时受伊斯兰和意大利风格影响，由一位意大利建筑师设计。清真寺位于文莱河畔一个人工湖上，通过一座长桥与一个名为Kampong Ayer的水上村落相连。清真寺由大理石尖塔和金色的拱顶组成，并有装饰着喷泉的庭院和花园。清真寺四周环绕着无数的树木和花园，在伊斯兰教被认为是天堂之意。清真寺还通过一座大理石桥和一座类似船的建筑相连，该建筑曾被用来举行官方庆典。
清真寺最大特色为主拱顶，镀以纯金，高达52米，在斯里巴加湾市任何地方都可以见到。主尖塔将文艺复兴和意大利建筑风格结合在一起，形成独特的风格，在世界上的伊斯兰建筑中很罕见。尖塔内有现代的电梯可以到达塔顶，可以一览城市全景。
清真寺内部主要用作祈祷，里面有精美的花窗玻璃、拱门、半圆顶和大理石柱子。几乎所有的材料都来自国外。